# Ofelia Gelvezón-Téqui
Ofelia Gelvezón-Téqui ou Ofelia Gelvezon-Tequi (Guimbal, 1944) est un peintre et graveuse philippine active en France.
Considérée comme une pionnière de la gravure philippine, elle privilégie la gravure sur cuivre et l'impression par viscosité.

## Biographie
Ofelia Gelvezón naît le 4 juin 1944 à Guimbal, dans la province d'Iloílo, au centre des Philippines.
Sa famille déménage régulièrement pendant son enfance en raison de l'emploi de son père dans l'Armée philippine. Elle grandit principalement à Paco (en), un district de Manille, dans la province d'Iloilo et à Lucena.
Gelvezón est diplômée de l'université des Philippines Diliman en beaux-arts en 1964 puis en anglais en 1966,. Elle a poursuivi ses études à l'Académie des beaux-arts de Rome, où elle obtient un diplôme en peinture en 1967. Une bourse de la Fondation Rockefeller lui permet d'étudier les arts graphiques au Pratt Institute.
Elle a enseigné l'histoire de l'art, la gravure et la conception de livres à l'université des Philippines et a été directrice de l'Art Association of the Philippines (en).
Ofelia Gelvezón rencontre son mari Marc Téqui, ancien professeur de français, au centre d'enseignement de l'université des Philippines Diliman. Le couple a trois enfants : une fille et deux fils. Ils sont installés depuis 2005 dans le village rural de Limeuil, en France, où ils ont acheté, dans les années 1990, une maison du XVIIe siècle construite sur une cave du XIIIe siècle. En France, elle aime cultiver des légumes, notamment une variété des montagnes philippines, le kangkong, pour la consommation de ses petits-enfants, ainsi que des fleurs.
Gelvezón-Téqui a vécu auparavant dans de nombreux endroits, dont Hanoï (Viêt Nam) et Boracay (Philippines). Elle retourne fréquemment dans son pays natal et choisit de créer des œuvres d'art principalement pour le public philippin,,.

## Œuvre
Beaucoup d'œuvres de Gelvezón-Téqui explorent les rôles centraux et variés des femmes dans la société. D'autres thèmes incluent l'existence entrelacée du sacré et des objets quotidiens, des émotions, des aspects de la vie familiale et du travail, et des réalités politiques. Beaucoup de ses œuvres incorporent un symbolisme allégorique et s'inspirent de la littérature, de la philosophie et de l'histoire de l'art, notamment de l'iconographie catholique héritée du colonialisme espagnol et des croyances spirituelles malaises (en), comme l'utilisation d'amulettes dans l'anting-anting.
Gelvezón-Téqui a également parlé de l'importance que revêtent dans son art le concept de justice et le fait de donner une voix à ceux à qui on ne la donne pas. Certaines de ses œuvres sont ouvertement politiques, notamment celle qui représente un ancien président philippin portant un casque de réalité virtuelle, inconscient de la réalité matérielle à laquelle sont confrontés la femme et les enfants qui se tiennent à proximité, en arrière-plan. En 1987, un ensemble de triptyques hautement politiques intitulé Homage to Ambrogio Lorenzetti, Homage II to Ambrogio Lorenzetti et Homage III to Ambrogio Lorenzetti (Hommages à Ambrogio Lorenzetti) oppose les vertus des dirigeants bienveillants, des bons gouvernements et de la prospérité sociale qu'ils créent aux vices des dirigeants tyranniques, de leurs gouvernements dysfonctionnels et des situations sociales dystopiques qui en découlent.
Gelvezón-Téqui décrit sa gravure comme un processus d'improvisation dans lequel l'artiste rencontre des surprises visuelles qui, ensuite, le guident dans certaines directions. Elle explique ce processus : « Il faut être humble et accepter que l'on ne peut pas tout contrôler. Parfois, les choses se révèlent meilleures que ce que vous aviez prévu auparavant ».
Son exposition de 2020, « Allegories and Realities » (Allégories et réalités), une rétrospective de la carrière d'un demi-siècle de Gelvezón-Téqui, présente 219 de ses œuvres, dont une série de peintures sur soie moins connue,.
Son travail a été regroupé avec celui d'autres artistes philippins, comme Imelda Cajipe-Endaya, Benedicto Cabrera et Brenda Fajardo, pour avoir créé de nouvelles façons pour les Philippins de comprendre leur histoire dans le contexte du colonialisme et d'imaginer de nouveaux récits en dehors de ce contexte. Elle participe à l'exposition « Six Artistes Contemporains Philippins en Europe » à l'Académie Diplomatique Internationale (en) de Paris, avec entre autres Nena Saguil (en), Macario Vitalis et Benedicto Cabrera.